# Idaea salubraria
Idaea salubraria är en fjärilsart som beskrevs av Otto Staudinger 1887. Idaea salubraria ingår i släktet Idaea och familjen mätare. Inga underarter finns listade i Catalogue of Life.